# Славинский, Вадим Александрович
Вадим Александрович Славинский (род. 29 июля 1937) — советский хоккеист, защитник. Мастер спорта СССР (1962).

## Биография
Выступал за пермские клубы «Молот» (1959/60 — 1967/68) и «Урал» (1967/68 — 1969/70). В классе «А» чемпионата СССР провёл четыре сезона (1959/50 — 1962/63).
Работал тренером в пермской ДЮСШ.